# East Cathlamet
East Cathlamet – jednostka osadnicza w Stanach Zjednoczonych, w stanie Waszyngton, w hrabstwie Wahkiakum.